# ケリーファ・ボーッカルファ駅
ケリーファ・ボーッカルファ駅は、アルジェ県アルジェ市にある地下鉄駅である。

## 乗り入れ路線
アルジェ地下鉄1号線のみが乗り入れている。

## 歴史
- 2011年10月31日 - アルジェ地下鉄開通に伴い、開業する。
- 2011年11月1日 - 営業開始。

## 隣の駅
タフラ＝グランデ・ポステ駅 - ケリーファ・ボーッカルファ駅 - 5月1日駅